# Dichapetalum reticulatum
Dichapetalum reticulatum är en tvåhjärtbladig växtart som beskrevs av Adolf Engler. Dichapetalum reticulatum ingår i släktet Dichapetalum och familjen Dichapetalaceae. Inga underarter finns listade i Catalogue of Life.